# 西山乡 (洱源县)
西山乡，是中华人民共和国云南省大理白族自治州洱源县下辖的一个乡镇级行政单位。

## 行政区划
西山乡下辖以下地区：
西山村、团结村、立坪村、建设村和胜利村。